# Actualitatea muzicală

Actualitatea muzicală este o revistă lunară editată de Uniunea Compozitorilor și Muzicologilor din România. Producător: Editura Muzicală (directorul revistei: Costin Aslam).

## Echipa redacțională
Redactori fondatori: Luminița Vartolomei (red. șef 1990-2002), Mihai Cosma, Octavian Ursulescu.
Printre colaboratori se regăsesc cele mai importante nume ale muzicologiei românești, precum Iosif Sava, Viorel Cosma, Ada Brumaru, Dumitru Avakian Elena Zottoviceanu, Petre Codreanu, Grigore Constantinescu, Liviu Dănceanu, Adrian Iorgulescu, George Balint, Dan Scurtulescu, Elena Maria Șorban, Vasile Tomescu, Carmen Stoianov, Florian Lungu, Florin-Silviu Ursulescu etc. etc.

## Istoric
A fost fondată în 1990 de conducerea Uniunii: Pascal Bentoiu - președinte, Adrian Iorgulescu - vicepreședinte, Octavian Lazăr Cosma - secretarul secției de critică și muzicologie.
Între 1990-2001 a apărut cu o periodicitate de două numere pe lună, în format de ziar, la început în 4 pagini, apoi în 8 pagini. Din 2001 a apărut o serie nouă, format de revistă tabloid, în culori, în 36 de pagini. 
Poate fi consultată și online printr-un link de pe site-ul http://www.ucmr.org.ro/